# ŽNK Dinamo Zagreb
Der Ženski nogometni klub Dinamo Zagreb ist ein kroatischer Frauenfußballverein aus Zagreb. 

## Geschichte
ŽNK Dinamo Zagreb gründete sich am 24. Juni 2016 als Frauenfußballmannschaft von Dinamo Zagreb. Der Klub wurde 2018 Zweitligameister und stieg in der Folge in die 1. HNLŽ auf. Dort etablierte sich die Frauschaft auf Anhieb hinter den beiden dominierenden Klubs ŽNK Split und ŽNK Osijek, die seit 2006 den kroatischen Meistertitel unter sich ausmachten, und platzierte sich regelmäßig auf dem dritten Tabellenplatz.